# Långskatan
Långskatan är ett bostadsområde strax norr om Piteå. Mellan 2015 och 2020 avgränsade SCB här en småort. Vid avgränsningen 2020 klassades bebyggelsen som en del av tätorten Piteå och småorten avregistrerades.